# Tiếng Anh hiện đại
Tiếng Anh hiện đại (đôi khi được gọi là tiếng Anh mới - New English hoặc Modern English, NE/ME)  trái ngược với tiếng Anh trung đại và tiếng Anh cổ) là hình thức ngôn ngữ tiếng Anh được sử dụng từ giai đoạn Đại Biến đổi Nguyên âm ở Anh, bắt đầu từ cuối thế kỷ 14 và được hoàn thành vào khoảng năm 1700.
Với một số khác biệt về từ vựng, các văn bản từ đầu thế kỷ 17, như các tác phẩm của William Shakespeare và Kinh thánh King James, được coi là bằng tiếng Anh hiện đại, hay cụ thể hơn, được gọi là sử dụng tiếng Anh hiện đại sớm hoặc tiếng Anh Elizabeth. Tiếng Anh được thông qua ở các khu vực trên thế giới, như Bắc Mỹ, tiểu lục địa Ấn Độ, Châu Phi, Úc và New Zealand thông qua quá trình thực dân hóa thuộc địa của Đế quốc Anh.
Tiếng Anh hiện đại có nhiều phương ngữ được nói ở nhiều quốc gia trên khắp thế giới, đôi khi được gọi chung là Vùng văn hóa tiếng Anh. Những phương ngữ bao gồm tiếng Anh Mỹ, tiếng Anh Úc, tiếng Anh Anh (có chứa tiếng Anh vùng Anh, tiếng Anh Wales và tiếng Anh Scotland), tiếng Anh Canada, tiếng Anh Caribe, tiếng Anh Hiberno, tiếng Anh Ấn Độ, tiếng Anh Pakistan, tiếng Anh Nigeria, tiếng Anh New Zealand, tiếng Anh Philippines, tiếng Anh Singapore và tiếng Anh Nam Phi.
Theo Ethnologue, có gần 1 tỷ người nói tiếng Anh là ngôn ngữ thứ nhất hoặc thứ hai. Tiếng Anh được nói như ngôn ngữ thứ nhất hoặc thứ hai ở nhiều quốc gia, với số lượng người bản ngữ lớn nhất ở Hoa Kỳ, Vương quốc Anh, Úc, Canada, New Zealand và Ireland; cũng có những quần thể lớn ở Ấn Độ, Pakistan, Philippines và Nam Phi. Tiếng Anh "có nhiều người sử dụng mà không phải người bản ngữ hơn bất kỳ ngôn ngữ nào khác, được phân tán rộng rãi trên khắp thế giới và được sử dụng cho nhiều mục đích hơn bất kỳ ngôn ngữ nào khác". Số lượng người nói lớn, cộng với sự hiện diện trên toàn thế giới, đã biến tiếng Anh thành ngôn ngữ chung ("lingua franca") "của các hãng hàng không, về biển và vận chuyển, về công nghệ máy tính, về khoa học và thực sự là giao tiếp (toàn cầu)".